# Julien Rodriguez
Julien Rodriguez (Béziers, 11 giugno 1978) è un ex calciatore francese, di ruolo difensore.

## Palmarès

### Club

#### Competizioni Nazionali
- Supercoppa francese: 3

Monaco: 1997, 2000
Olympique Marsiglia: 2011
- Campionato francese: 2

Monaco: 1999-00
Olympique Marsiglia: 2009-2010
- Coppa di Lega francese: 3

Monaco: 2002-2003
Olympique Marsiglia: 2009-2010, 2010-2011